# Alemanha nos Jogos Olímpicos de Verão de 1904

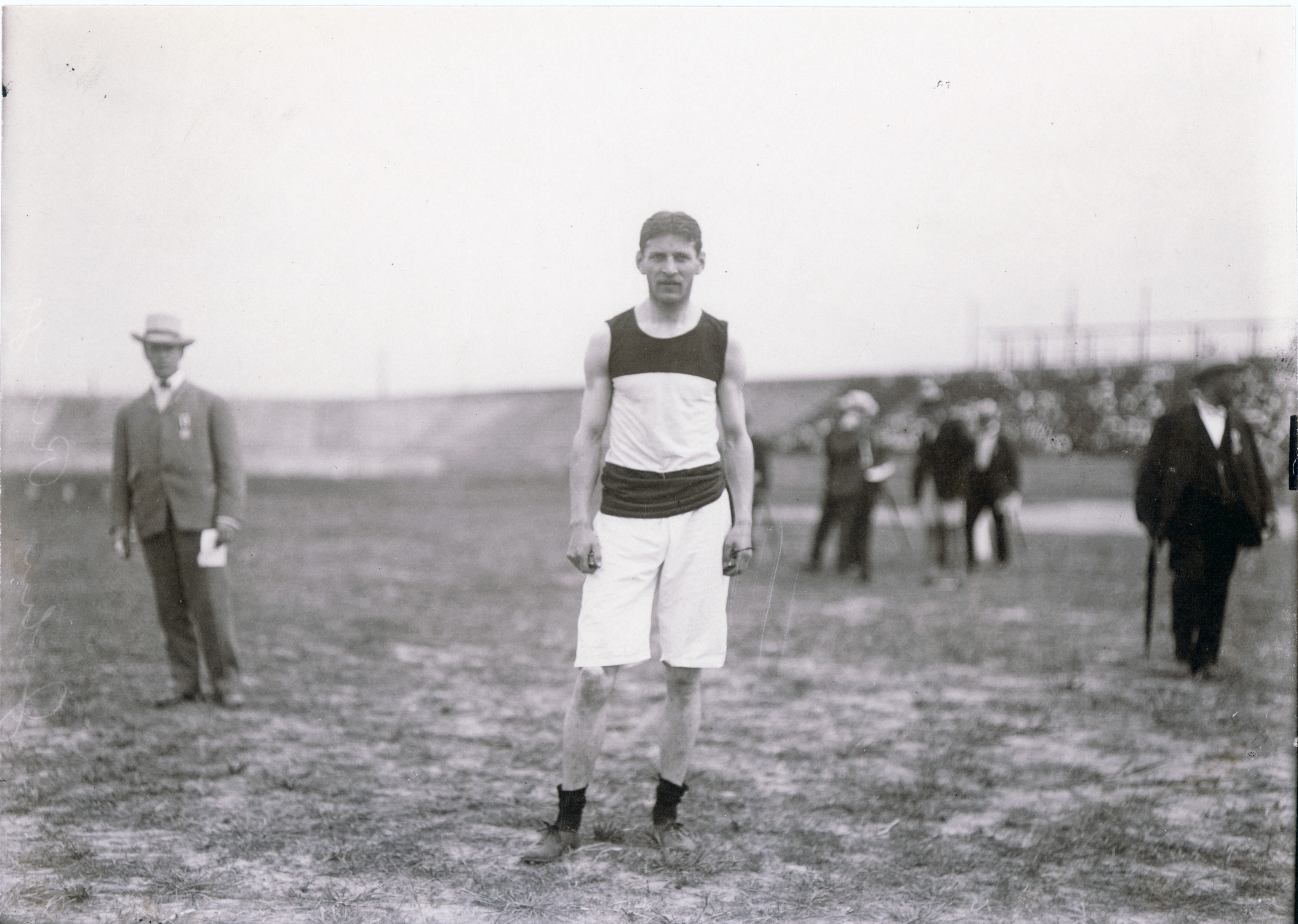
John Runge, Ganhador da olimpíada

O Império Alemão competiu nos Jogos Olímpicos de Verão de 1904, em Saint Louis, Estados Unidos.

## Resultados por Evento

### Atletismo
Atletismo nos Jogos Olímpicos de Verão de 1904
| Evento                | Posição | Atleta         | Final        |
| --------------------- | ------- | -------------- | ------------ |
| 400 metros masculino  | 7-12    | Johannes Runge | Desconhecido |
| 800 metros masculino  | 5º      | Johannes Runge | Desconhecido |
| 1500 metros masculino | 5º      | Johannes Runge | Desconhecido |
| Salto em altura       | 3º      | Paul Weinstein | 1,77 m       |
| Salto com vara        | 7º      | Paul Weinstein | Desconhecido |

| Evento  | Posição | Atleta          | Pontuação total |
| ------- | ------- | --------------- | --------------- |
| Triatlo | 7º      | Christian Busch | 30.0            |
| Triatlo | 9º      | Ernst Mohr      | 29.7            |
| Triatlo | 21º     | Wilhelm Weber   | 27.6            |
| Triatlo | 28º     | Otto Weigand    | 27.2            |
| Triatlo | 34º     | Wilhelm Lemke   | 26.6            |
| Triatlo | 44º     | Adolph Weber    | 25.9            |
| Triatlo | 55º     | Hugo Peitsch    | 25.1            |

### Saltos ornamentais
Saltos ornamentais nos Jogos Olímpicos de Verão de 1904
Os Estados Unidos e a Alemanha foram os dois países que competiram nos Saltos ornamentais.  Os três atletas alemães conseguiram a prata, o bronze (empatado) e o 5º na plataforma.
| Evento     | Posição | Atleta                | Final        |
| ---------- | ------- | --------------------- | ------------ |
| Plataforma | 2º      | Georg Hoffmann        | 11.66 pontos |
| Plataforma | 3º      | Alfred Braunschweiger | 11.33 pontos |
| Plataforma | 5º      | Otto Hooff            | Desconhecido |

### Esgrima
Esgrima nos Jogos Olímpicos de Verão de 1904
| Evento            | Posição | Atleta        | Semifinal             | Final |
| ----------------- | ------- | ------------- | --------------------- | ----- |
| Florete masculino | 4º      | Gustav Casmir | 3-0 1º na semifinal B | 0-3   |

| Evento           | Posição | Atleta        | Final        |
| ---------------- | ------- | ------------- | ------------ |
| Espada masculino | 4º      | Gustav Casmir | Desconhecido |

### Ginástica
Ginástica nos Jogos Olímpicos de Verão de 1904
| Evento               | Posição | Atleta          | Pontuação |
| -------------------- | ------- | --------------- | --------- |
| Individual geral     | 2º      | Wilhelm Weber   | 69.10     |
| Individual geral     | 4º      | Ernst Mohr      | 67.90     |
| Individual geral     | 5º      | Otto Wiegand    | 67.82     |
| Individual geral     | 7º      | Hugo Peitsch    | 66.66     |
| Individual geral     | 9º      | Christian Busch | 66.12     |
| Individual geral     | 13º     | Wilhelm Lemke   | 64.15     |
| Individual geral     | 19º     | Adolph Weber    | 62.62     |
| 3 eventos combinados | 3º      | Wilhelm Weber   | 41.60     |
| 3 eventos combinados | 4º      | Hugo Peitsch    | 41.56     |
| 3 eventos combinados | 5º      | Otto Wiegand    | 40.82     |
| 3 eventos combinados | 9º      | Ernst Mohr      | 38.92     |
| 3 eventos combinados | 11º     | Wilhelm Lemke   | 37.75     |
| 3 eventos combinados | 13º     | Christian Busch | 37.62     |
| 3 eventos combinados | 17º     | Adolph Weber    | 36.72     |

### Natação
Natação nos Jogos Olímpicos de Verão de 1904
| Evento            | Posição | Atleta          | Final        |
| ----------------- | ------- | --------------- | ------------ |
| 220 jardas livre  | 3º      | Emil Rausch     | 2:56.0       |
| 880 jardas livre  | 1º      | Emil Rausch     | 13:11.4      |
| 1 milha livre     | 1º      | Emil Rausch     | 27:18.2      |
| 100 jardas costas | 1º      | Walter Brack    | 1:16.8       |
| 100 jardas costas | 2º      | Georg Hoffmann  | Desconhecido |
| 100 jardas costas | 3º      | Georg Zacharias | Desconhecido |
| 440 jardas peito  | 1º      | Georg Zacharias | 7:23.6       |
| 440 jardas peito  | 2º      | Walter Brack    | Desconhecido |
| 440 jardas peito  | 4º      | Georg Hoffmann  | Desconhecido |

### Tênis
Tênis nos Jogos Olímpicos de Verão de 1904
A Alemanha foi a única nação sem ser a sede que teve atletas que disputaram o Tênis. Hugo Hardy não precisou jogar nas duas primeiras rodadas do torneio de simples antes de enfrentar e perder para o futuro campeão Beals Wright nas Oitavas-de-final (A primeira partida de fato de Hardy). Hardy teve uma sorte um pouco melhor no sorteio das duplas, enfrentando na primeira rodada uma dupla que havia conseguido a prata e bronze no torneio de simples e que conquistaria a prata nas duplas. 
| Evento            | Posição | Atleta     | Primeira rodada | Segunda rodada | Oitavas-de-final         | Quartas-de-final | Semifinais  | Final       |
| ----------------- | ------- | ---------- | --------------- | -------------- | ------------------------ | ---------------- | ----------- | ----------- |
| Simples masculino | 9º      | Hugo Hardy | Bye             | Bye            | Perdeu para Wright (USA) | Não avançou      | Não avançou | Não avançou |

| Evento | Posição | Dupla                       | Primeira rodada                | Oitavas-de-final | Quartas-de-final | Semifinais  | Final |
| ------ | ------- | --------------------------- | ------------------------------ | ---------------- | ---------------- | ----------- | ----- |
| Duplas | 9º      | Hugo Hardy USA Paul Gleason | Perdeu para LeRoy & Bell (USA) | Não avançou      | Não avançou      | Não avançou |       |